# Påföljdsutredningen
Påföljdsutredningen (SOU 2012:34) är en statlig utredning inom Statens offentliga utredningar, beställd av Justitiedepartementet, och sammanställd av Fredrik Wersäll. Utredningen redovisades den 31 maj 2012.